# Tanyproctus zartoshti
Tanyproctus zartoshti är en skalbaggsart som beskrevs av Rudolph Petrovitz 1980. Tanyproctus zartoshti ingår i släktet Tanyproctus och familjen Melolonthidae. Inga underarter finns listade i Catalogue of Life.